# Élections européennes de 2009 au Danemark
Les élections européennes se sont déroulées le 7 juin 2009 au Danemark pour désigner les 13 députés européens au Parlement européen, pour la législature 2009-2014.

## Résultats
| Parties and coalitions     | Parties and coalitions                        | Parti européen   | Votes     | %      | +/-   | Sièges | +/- |
| -------------------------- | --------------------------------------------- | ---------------- | --------- | ------ | ----- | ------ | --- |
|                            | Parti social-démocrate                        | PSE              | 503 439   | 21,49  | -11,1 | 4      | -1  |
|                            | Parti libéral                                 | ELDR             | 474 041   | 20,24  | +0,8  | 3      | 0   |
|                            | Parti socialiste populaire                    | GVN, PVE         | 371 603   | 15,87  | +7,9  | 2      | +1  |
|                            | Parti populaire danois                        | UEN              | 357 942   | 15,28  | +8,5  | 2      | +1  |
|                            | Parti populaire conservateur                  | PPE              | 297 199   | 12,69  | +1,4  | 1      | 0   |
|                            | Mouvement populaire contre l'Union européenne | _                | 168 555   | 7,20   | +2,0  | 1      | 0   |
|                            | Gauche radicale                               | ELDR             | 100 094   | 4,27   | -2,1  | 0      | -1  |
|                            | Mouvement de juin                             | EUD              | 55 459    | 2,37   | -6,7  | 0      | -1  |
|                            | Alliance libérale                             | _                | 13 796    | 0,59   | -     | 0      | 0   |
| Total                      | Total                                         | Total            | 2 342 128 | 100,00 |       | 13     | -1  |
|                            | Bulletins blancs                              | Bulletins blancs | 67 219    | 1,66   |       |        |     |
|                            | Bulletins nuls                                | Bulletins nuls   | 6 221     | 0,15   |       |        |     |
| Participation              | Participation                                 | Participation    | 2 415 568 | 59,51  |       |        |     |
| Inscrits                   | Inscrits                                      | Inscrits         | 4 059 385 |        |       |        |     |
| Source: Statistics Denmark |                                               |                  |           |        |       |        |     |

### Analyse des résultats
(juin 2009).
Si vous disposez d'ouvrages ou d'articles de référence ou si vous connaissez des sites web de qualité traitant du thème abordé ici, merci de compléter l'article en donnant les références utiles à sa vérifiabilité et en les liant à la section « Notes et références ».
Lors de ces élections, marquées par une participation plus élevée qu'à l'ordinaire de près de 60 % des inscrits (soit 20 point au-dessus de la moyenne européenne), plusieurs coalitions s'affrontaient. La première regroupait les deux partis actuellement au gouvernement, le Parti libéral du premier ministre Lars Løkke Rasmussen et le Parti populaire conservateur, ainsi que leur soutien centriste de l'Alliance libérale. La seconde rassemblait les trois partis formant l'opposition de gauche, à savoir le Parti social-démocrate, le Parti socialiste-populaire et le Parti social-libéral. Une troisième coalition hétéroclite composée du Mouvement populaire contre l'Union européenne, piloté par le petit parti d'extrême gauche dit de l'Alliance rouge et verte et du Mouvement de juin (populistes eurosceptiques), avait enfin vocation à se situer en dehors du système. Soutiens du gouvernement de droite au parlement, les nationalistes du Parti populaire danois portaient leurs propres couleurs.
Les résultats sont une déconvenue pour le Parti social-démocrate, qui, bien qu'arrivé en tête de l'ensemble des formations politiques, obtient un score sensiblement moins élevé que celui que lui accordaient les différentes enquêtes d'opinion réalisées avant l'élection. Les sociaux-démocrates sont même en recul de onze points par rapport au scrutin de 2004 et perdent un élu. Leur résultat est également inférieur de cinq points par rapport aux élections législatives danoises de 2007. Ils subissent une érosion continue, qui semble profiter au Parti socialiste populaire, plus à gauche, qui confirme et même amplifie sa percée des élections législatives de l'an dernier en gagnant près de huit points et un élu supplémentaire par rapport aux européennes de 2004. Leur partenaire de coalition, le Parti social-libéral, est en déroute : avec à peine 4,3 % des voix il perd son unique siège d'eurodéputé. La coalition de gauche capitalise au total 41,63 % des suffrages exprimés. Si l'on y adjoint les 7,2 % du Mouvement populaire contre l'UE (avec lequel les trois partis précédemment évoqués n'ont jamais passé aucune forme d'accord), en progression de deux points par rapport à 2004, l'opposition frôle les 49 %.
À droite, le Parti libéral et les conservateurs maintiennent leur niveau de 2004 avec même une petite progression. Les partis de la droite traditionnelle semblent néanmoins incapables de contenir la montée en puissance de leur encombrant allié d'extrême droite, le Parti populaire danois, qui effectue une percée de plus de huit points en atteignant un score historique de 15,3 % des suffrages exprimés. Ce résultat, un peu supérieur à celui des législatives de 2007, permet à la formation nationaliste et d'envoyer deux élus siéger au Parlement européen. Échec total du côté des centristes de l'Alliance libérale, qui disparaissent littéralement du paysage politique danois avec un score dérisoire de 0,6 % des voix, très en deçà de leur performance de 2007. Les partis formant ou soutenant le gouvernement obtiennent au total 48,8 % des suffrages exprimés. Opposition et majorité se retrouvent par conséquent au coude-à-coude, écartant l'éventualité d'une dissolution du Folketing comme l'avait demandé les sociaux-démocrates après la démission de l'ancien premier ministre libéral Anders Fogh Rasmussen, nommé Secrétaire général de l'OTAN.
Le Mouvement de juin, parti populiste et eurosceptique autrefois à l'avant-garde d'un mouvement pan-européen aujourd'hui marginal, et qui avait créé la surprise dès 1994 en rassemblant 15 % des voix, percée confirmée en 1999 avant un tassement en 2004 autour de 9 %, subit un revers qui pourrait bien lui être fatal. Avec seulement 2,4 % des voix, il chute de près de sept points par rapport à la précédente élection et perd son siège de député européen. Cet échec pourrait bien lui réserver le même sort qu'à son homologue suédois, dont la dissolution a été annoncée peu après la publication des résultats.